# Кидир Мамбетули
Кидир Мамбетули́ (каз. Қыдыр Мәмбетұлы) — село у складі Казигуртського району Туркестанської області Казахстану. Входить до складу сільського округу Каракози Абдалієва.
У радянські часи село називалося Отділення № 1 совхоза Куюк або Казгурт.
Населення — 1362 особи (2021; 1343 у 2009, 1260 у 1999, 1096 у 1989).